# 링컨해

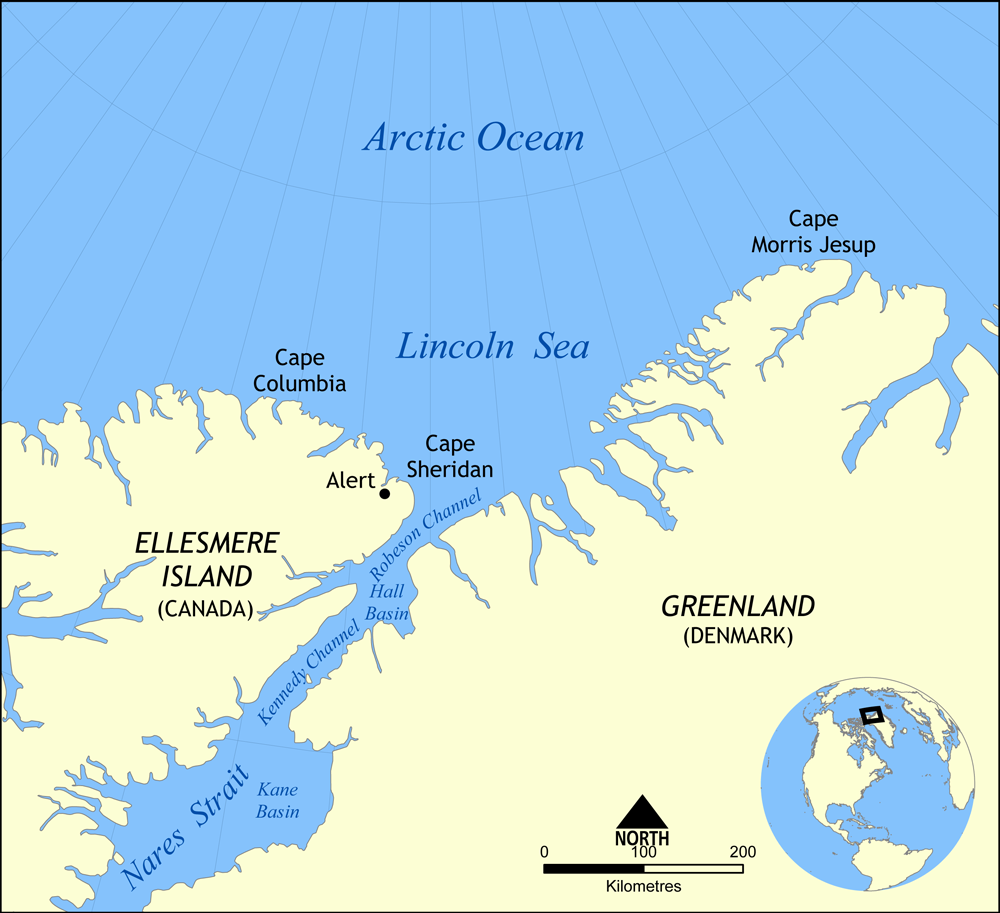
링컨해 지도

링컨해(Lincoln Sea)는 북극해의 바다이다. 남쪽의 네어스 해협을 통해 배핀만과 연결되어 있다. 동쪽은 그린란드, 서쪽은 캐나다의 엘즈미어섬과 접한다. 일 년 내내 두꺼운 해빙으로 덮여 있으며, 가장 두꺼운 곳은 15m가 넘는다. 바다의 깊이는 100m에서 300m 사이이다. 미국의 탐험가 아돌푸스 그릴리가 북극을 탐사하면서 로버트 토드 링컨의 이름을 따서 이름지었다.